# Hermann Gröhe

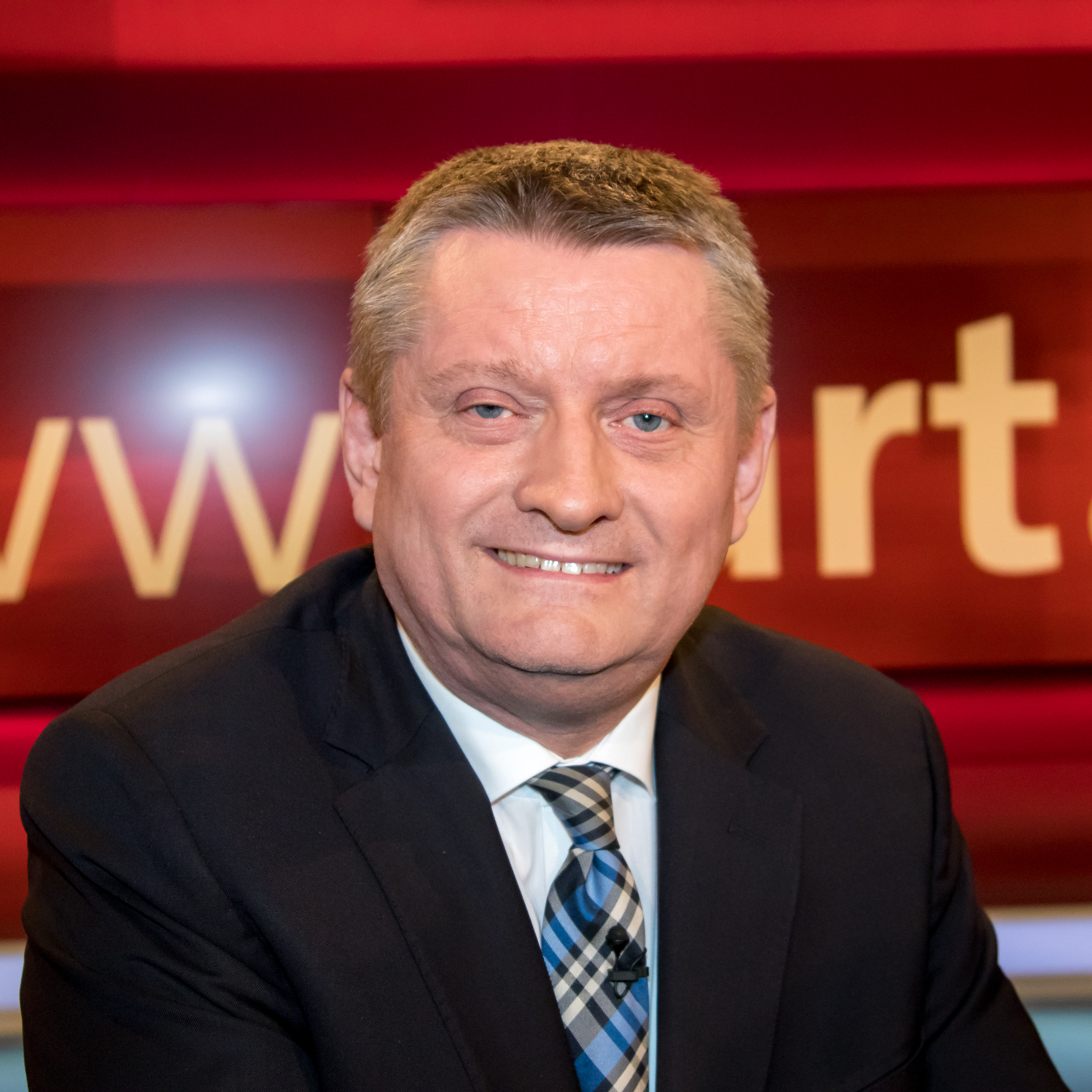
Hermann Gröhe (2017)

Hermann Gröhe (* 25. Februar 1961 in Uedem) ist ein deutscher Politiker (CDU). Er war von Dezember 2013 bis März 2018 Bundesminister für Gesundheit im Kabinett Merkel III.
Gröhe war von 1989 bis 1994 Bundesvorsitzender der Jungen Union, 1994 bis 2025 Mitglied des Deutschen Bundestages und von Oktober 2008 bis Oktober 2009 Staatsminister bei Bundeskanzlerin Angela Merkel. Am 28. Oktober 2009 wurde er vom CDU-Bundesvorstand zum Generalsekretär der Partei gewählt; diesen Posten bekleidete er bis zu seiner Ernennung zum Bundesminister im Dezember 2013.

## Leben

### Ausbildung
Nach dem Abitur 1980 am Quirinus-Gymnasium in Neuss absolvierte Gröhe ein Studium der Rechtswissenschaft an der Universität zu Köln, welches er 1987 mit dem Ersten juristischen Staatsexamen beendete. Anschließend war er bis 1993 als wissenschaftlicher Mitarbeiter bzw. wissenschaftliche Hilfskraft bei Martin Kriele am Seminar für Staatsphilosophie und Rechtspolitik der Universität zu Köln tätig. Nach Ableistung des Referendariats bestand er 1993 auch das Zweite juristische Staatsexamen. 1994 erhielt er die Zulassung als Rechtsanwalt. Während seiner Tätigkeit als Bundesminister für Gesundheit ruhte diese.

### Parteilaufbahn

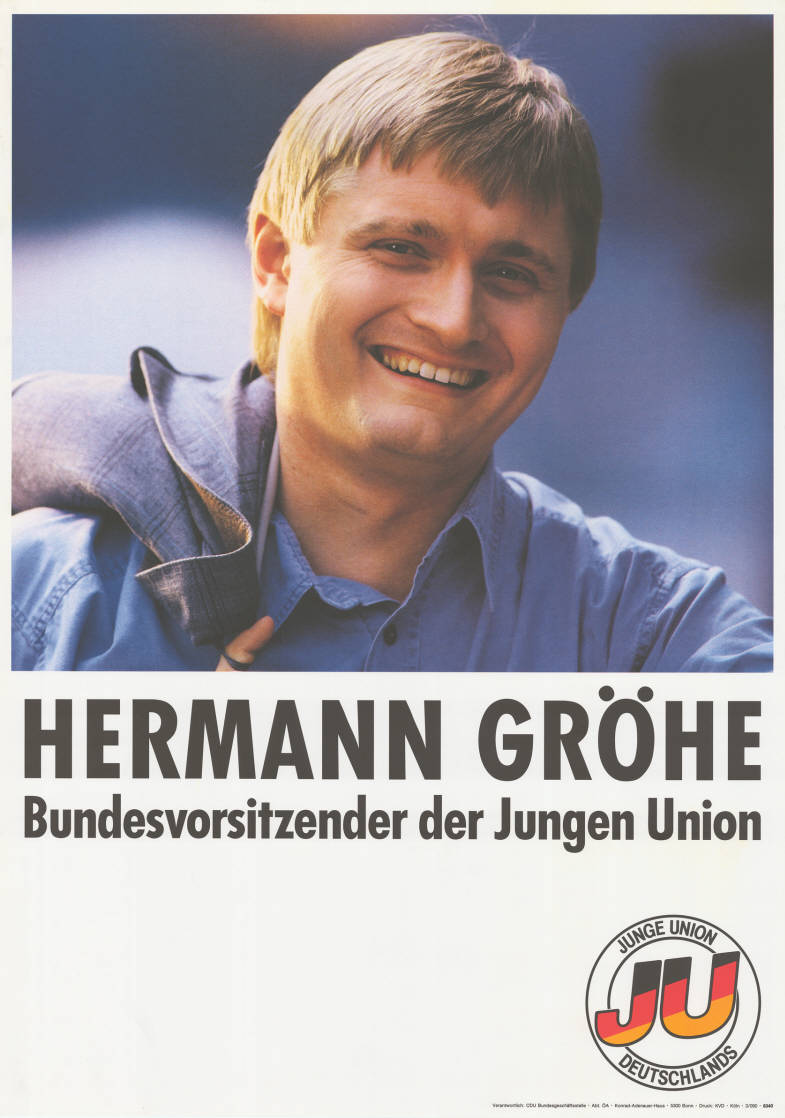
Hermann Gröhe auf einem Plakat der Jungen Union 1990

Gröhe trat als Schüler 1975 der Jungen Union und 1977 auch der CDU bei. Zunächst wurde er 1983 Vorsitzender des JU-Kreisverbandes Neuss und blieb es bis 1989. Im Anschluss war er von 1989 bis 1994 Bundesvorsitzender der Jungen Union. Von 2001 bis 2009 war er Vorsitzender der CDU im Rhein-Kreis Neuss.
Hermann Gröhe gehört als Gast dem Landesvorstand der CDU Nordrhein-Westfalen an.
Am 24. Oktober 2009 nominierte der CDU-Bundesvorstand Gröhe einstimmig als kommissarischen CDU-Generalsekretär, was am 21. März 2010 vom Bundesausschuss bestätigt wurde. Er trat damit die Nachfolge von Ronald Pofalla an, der als Kanzleramtsminister in die schwarz-gelbe Regierung von Bundeskanzlerin Angela Merkel wechselte. Im November 2014 bewarb sich Gröhe erneut um die Nachfolge von Ronald Pofalla in einem Parteiamt. In der Wahl um den Vorsitz des mächtigen CDU-Bezirksverbandes Niederrhein unterlag er jedoch Günter Krings, der drei Stimmen mehr erhielt.
Gröhe hatte im Dezember 2014 Aussichten im zweiten Wahlgang in das CDU-Präsidium einzuziehen. Seine Kandidatur zog er aber mit der Begründung zurück, dass eine Frauenquote eingehalten werden solle. Dafür wurde Emine Demirbüken-Wegner gewählt. Er ist gewähltes Mitglied des CDU-Bundesvorstandes. Außerdem gehörte Gröhe zu den Mitbegründern der sogenannten Pizza-Connection. Mit Blick auf die damals bestehende Gruppe äußerte Gröhe einmal: „Ich war schon bei grünen Freunden zur Hochzeit eingeladen, als in der CDU noch manche dachten, dass Grüne gar nicht heiraten.“ Der Niederrheiner bezeichnet sich als „wertkonservativen Menschen mit liberalem Gesellschaftsbild“.

### Abgeordnetentätigkeit

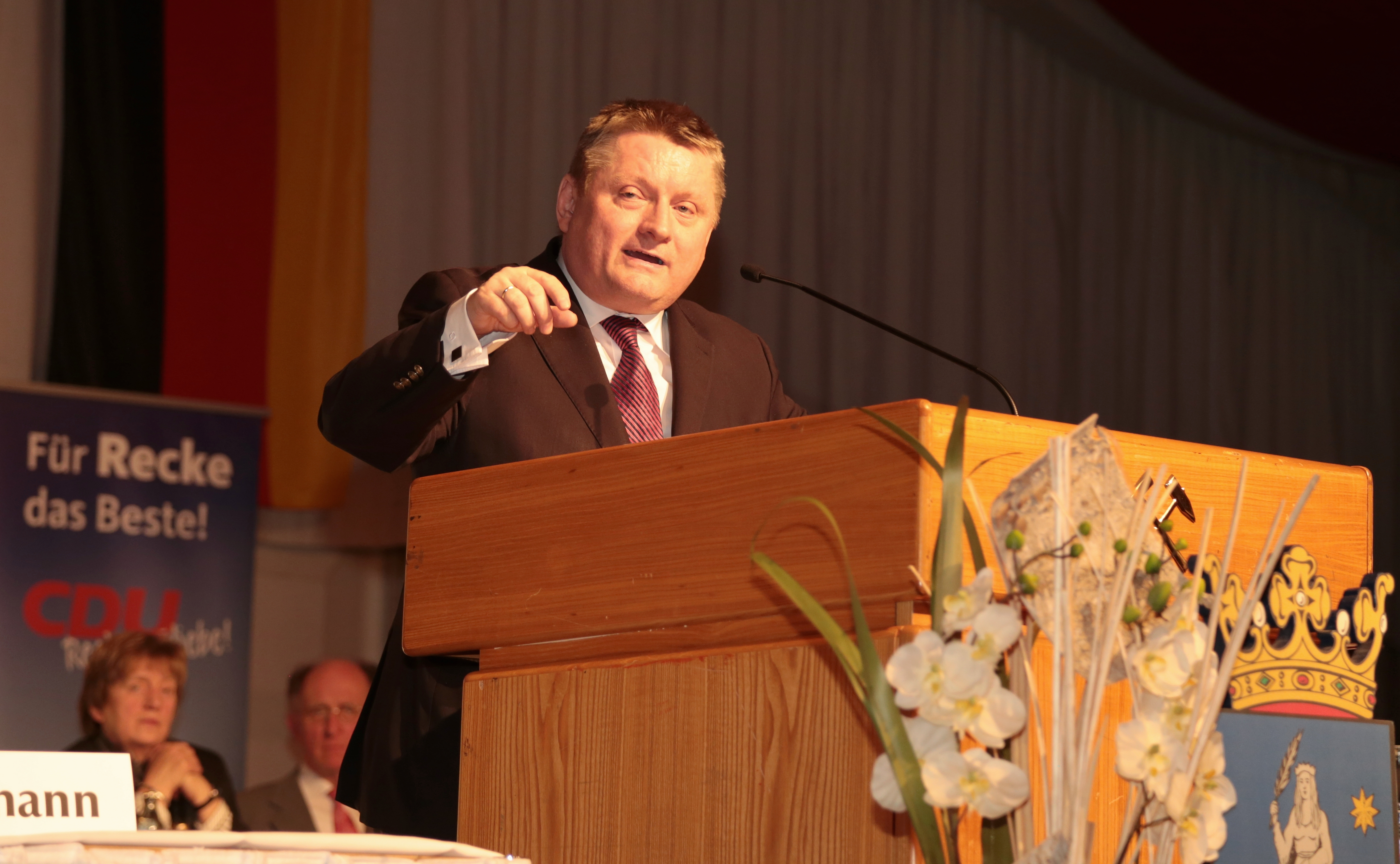
Hermann Gröhe 2014 als Hauptredner beim 13. Politischen Aschermittwoch der CDU in Recke

Gröhe gehörte von 1984 bis 1989 und erneut von 1993 bis 1994 dem Kreistag des Rhein-Kreises Neuss an.
Ab 1994 bis 2025 war er Mitglied des Deutschen Bundestages. Hier war er von 1994 bis 1998 Sprecher der Jungen Gruppe der CDU/CSU-Bundestagsfraktion. Anschließend war er bis 2005 Vorsitzender der Fraktionsarbeitsgruppe Menschenrechte und humanitäre Hilfe. Von 2005 bis 2008 war er Justiziar der CDU/CSU-Bundestagsfraktion. Im Frühjahr 2006 wurde er zum Sprecher der CDU/CSU-Fraktion im Untersuchungsausschuss zu den Vorgängen der Geheimdienste im Irak bestimmt. Hermann Gröhe ist 1994 und 2002 über die Landesliste Nordrhein-Westfalen und sonst stets als direkt gewählter Abgeordneter des Wahlkreises Neuss I in den Bundestag eingezogen. Bei der Bundestagswahl 2009 erreichte er hier 47,8 % der Erststimmen (2005: 47,7 %). Bei der Bundestagswahl 2013 konnte Gröhe den Wahlkreis erneut direkt gewinnen und verbesserte sein Ergebnis auf 51,6 % der Erststimmen. Am 6. Februar 2017 wurde Gröhe einstimmig vom Landesvorstand zum Spitzenkandidat der CDU NRW für die Bundestagswahl 2017 vorgeschlagen und von der Landesdelegiertenversammlung am 18. Februar mit 98,7 % bestätigt. Bei der Bundestagswahl 2017 wurde Gröhe mit 44,0 % der Erststimmen wiederum zum direkt gewählten Bundestagsabgeordneten für Neuss, Dormagen, Grevenbroich und Rommerskirchen gewählt. Am 20. März 2018 wurde Gröhe zum Stellvertretenden Vorsitzenden der CDU/CSU-Fraktion im Deutschen Bundestag gewählt. Zugleich wurde Gröhe als Nachfolger von Franz Josef Jung „Beauftragter für Kirchen und Religionsgemeinschaften“ der CDU/CSU-Fraktion im Deutschen Bundestag.  Im 20. Deutschen Bundestag war Gröhe jeweils stellvertretendes Mitglied im Unterausschuss Globale Gesundheit und im Ausschuss für Arbeit und Soziales, sowie im Ausschuss für wirtschaftliche Zusammenarbeit und Entwicklung. Seit Juni 2018 war er auch Mitglied in der von der Bundesregierung eingesetzten Rentenkommission „Verlässlicher Generationenvertrag“.
Im Juli 2024 teilte Gröhe mit, bei der Bundestagswahl 2025 nicht erneut zu kandidieren.

### Öffentliche Ämter
Am 1. Oktober 2008 übernahm Gröhe die Nachfolge Hildegard Müllers als Staatsminister bei der Bundeskanzlerin (Kabinett Merkel I). Nach der Wahl zum CDU-Generalsekretär legte er im Oktober 2009 das Amt nieder.
Am 17. Dezember 2013 wurde Gröhe durch den Bundespräsidenten Joachim Gauck zum Bundesminister für Gesundheit im Kabinett Merkel III ernannt. Dieses Amt bekleidete Gröhe bis März 2018.
In seine Amtszeit als Gesundheitsminister fällt die Umstellung des pauschalen Zusatzbeitrags, den gesetzliche Krankenkassen erheben konnten auf einen einkommensabhängigen Zusatzbeitrag, dessen prozentuale Höhe von Krankenkasse zu Krankenkasse verschieden ist ab dem 1. Januar 2015.

### Positionen und Kritik
Als Gesundheitsminister setzte Gröhe eine weitreichende Reform der Pflegeversicherung um, durch die sog. Pflegestärkungsgesetze.
In einem FAZ-Interview (veröffentlicht am 20. Januar 2014) sprach sich Gröhe für ein Verbot jeder Form der organisierten Selbsttötungshilfe aus.
Gröhe hat angekündigt, die Wartezeit für Facharzttermine für gesetzlich Versicherte zu verkürzen und ein neues Qualitätsinstitut zu gründen, mit dem der Behandlungserfolg von Kliniken und Praxen besser verglichen werden soll.
Gröhe lehnte 2014 eine rezeptfreie Abgabe der „Pille danach“ ab, obwohl ein Expertenausschuss des Bundesinstituts für Arzneimittel und Medizinprodukte und die Weltgesundheitsorganisation sich dafür ausgesprochen hatten. Dies brachte ihm selbst Kritik vom eigenen Koalitionspartner ein. Karl Lauterbach warf Gröhe eine „Bevormundung von Frauen“ vor, denen „in einer Notlage die Ausübung ihrer Rechte vorenthalten wird“.
Im Jahr 2016 warb Gröhe für die Akzeptanz von Arzneimitteltests an demenzkranken Menschen. Diese sollen vor Ausbruch der Krankheit in einer Patientenverfügung erklären, dass sie an Studien teilnehmen möchten. Zusätzliche Voraussetzung soll sein, dass der gesetzliche Vertreter nach ärztlicher Aufklärung einer konkreten Studienteilnahme ausdrücklich zugestimmt hat.
Im Oktober 2024 sprach sich Gröhe für einen Vorschlag von Joachim Pimpertz vom Institut der deutschen Wirtschaft aus, einen Preiswettbewerb zwischen Ärzten und Ärztinnen einzuführen. Der Vorschlag sieht verschiedene Tarifmodelle bei Krankenkassen vor, wodurch Krankenkassenbeiträge gesenkt werden könnten.

### Sonstiges Engagement
Gröhe ist seit 1997 Mitglied der Synode der Evangelischen Kirche in Deutschland (EKD) und war von 1997 bis 2009 Mitglied des Rates der EKD. An der Evangelischen Kirche schätzt er besonders „das gleichberechtigte Miteinander aller Gläubigen“.
Von 2000 bis 2009 war er Mitherausgeber des Magazins Chrismon. Seit 2001 ist Gröhe Mitglied im Vorstand der Konrad-Adenauer-Stiftung. Im Dezember 2017 wurde Gröhe (mit Wirkung zum 1. Januar 2018) einstimmig zu einem der drei stellvertretenden Vorsitzenden der Stiftung gewählt.
Außerdem fungierte er seit April 2013 als Schirmherr des MoveForwardProjects, das bis Dezember 2013 dauerte, und setzte sich dort für die Unterstützung von nachhaltiger Bildung in Afrika ein. Seit 2014 ist er Schirmherr von Verrückt? Na und!, einem Projekt des Vereins Irrsinnig Menschlich zur Unterstützung der psychischen Gesundheit Heranwachsender. Seit April 2019 ist Gröhe Mitglied im Aufsichtsrat der Ecclesia Holding GmbH. Seit Februar 2021 ist Hermann Gröhe Mitglied im Vorstand der Deutschen Nationalstiftung.

### Privates
Hermann Gröhe ist evangelisch, verheiratet und Vater von vier Kindern. Zu seinem Glauben sagte er 2009: „Der Glaube an Jesus Christus gibt mir Halt im Leben und – wie ich hoffe – auch im Sterben. Das würde ich von einem Parteiprogramm nie sagen.“